# How You Like That
"How You Like That" là một bài hát của nhóm nhạc nữ Hàn Quốc Blackpink. Bài hát ra mắt vào ngày 26 tháng 6 năm 2020, thông qua YG và Interscope. Đây cũng là đĩa đơn mở đường cho album phòng thu tiếng Hàn đầu tay của nhóm, The Album, được phát hành vào tháng 10 năm 2020. Teddy Park tham gia viết bài hát cùng Danny Chung, Emon74 và R.Tee tham gia sáng tác cùng 24 cùng với Lisa, Rosé, Jisoo, Jennie.
MV cho bài hát được đạo diễn bởi Seo Hyun-seung và được đăng tải trên kênh Youtube của Blackpink cùng lúc với phát hành single. Sau khi phát hành, MV đã phá vỡ nhiều kỉ lục, bao gồm kỉ lục của video có nhiều người xem công chiếu nhất, kỉ lục video âm nhạc được xem nhiều nhất trong 24 giờ với 86,3 triệu view, cũng như các kỷ lục đạt 100 triệu và 200 triệu lượt xem nhanh nhất và nhanh chóng trở thành một trong những video có lượt like nhiều nhất trên YouTube với hơn 20,6 triệu like.
Về mặt thương mại, single đã xếp hạng tại 26 nước. Đạt vị trí thứ nhất tại Hàn Quốc (cả Gaon và K-Pop Hot 100), Singapore và Malaysia. Single đã đồng thứ hạng với màn kết hợp với Lady Gaga, "Sour Candy", thứ hạng cao nhất bởi nghệ sĩ nữ Hàn Quốc trên Billboard Hot 100, đạt vị trí 33.

## Bối cảnh và phát hành
Vào ngày 4 tháng 5 năm 2020, nhóm đã được thông báo là đã hoàn thành công việc thu âm cho album mới, và đã được lên lịch để quay video âm nhạc vào tháng sau.  Vào ngày 18 tháng 5 cùng năm, hãng thu âm của nhóm ở Hàn Quốc, Công ty giải trí YG, đã chia sẻ về cập nhật cho dự án của họ, bản phát hành mới của họ đã dự kiến sẽ có vào tháng 6 năm 2020, họ còn tiết lộ thêm album phòng thu tiếng Hàn đầu tay của họ sẽ có hơn 10 bản nhạc. Vào ngày 10 tháng 6 năm 2020, YG đã đăng tải áp phích hé lộ về đĩa đơn mở đường của họ trên các nền tảng mạng xã hội, cho biết ngày ra mắt đĩa đơn là ngày 26 tháng 6 năm 2020. 3 ngày sau, công ty giải trí YG đã ra mắt phần mở đầu của chương trình thực tế mới nhất của nhóm, 24/365 with Blackpink (Dịch: 24/365 cùng Blackpink), trước khi ra mắt dự án của họ, thông qua YouTube. Chương trình sẽ là tài liệu cho màn tái xuất cùng với đó họ cũng chia sẻ cuộc sống của họ suốt những ngày qua bằng vlog. Theo như thành viên Jisoo trong tập giới thiệu của 24/365 with Blackpink, bài hát đại diện cho một bước chuyển biến từ âm nhạc "mạnh mẽ" được thể hiện qua các bài hát trước đó, mô tả bài hát lần này nó sẽ là "swag" hơn.
Thứ 2 ngày 15 tháng 6 năm 2020, YG Entertainment đã đăng tải các poster riêng của từng thành viên. Ngày tiếp theo, teaser poster mới đã tiết lộ tên cho single phát hành trước, "How You Like That", lần đầu tiên. Nhiều hình ảnh teaser cũng được tiết lộ vào ngày 17 tháng 6, và video concept có sự xuất hiện của các thành viên cũng được tiết lộ lần lượt vào ngày 18 và 19 tháng 6. Hình ảnh concept được tiết lộ vào ngày 20 tháng 6, và video teaser được tiết lộ vào ngày sau đó. Tất cả các video giới thiệu concept đều được quay theo kiểu One-take (chỉ quay 1 lần, không quay lại) bằng máy quay Glambot là loại máy quay đắt tiền đã được sử dụng tại thảm đỏ của lễ trao giải Grammy. Teaser poster chính thức của nhóm được tiết lộ vào ngày 22 tháng 6. Teaser cho MV được phát hành vào ngày 24 tháng 6, và bài hát chính thức công chiếu vào ngày 26 tháng 6, sau 1 tiếng trực tiếp đếm ngược.  Phiên bản đĩa cứng của single được phát hành vào ngày 17 tháng 7 năm 2020, với bài hát và phần instrumental (nhạc nền) của bài hát.

## Sáng tác
"How You Like That" được viết bởi Teddy Park, Danny Chung, R. Tee, 24 và được sản xuất bởi Teddy. Bài hát có độ dài ba phút hai giây. Về mặt âm nhạc, "How You Like That" là một bài hát EDM, hip hop, trap EDM, club và pop nói về "không bị nản lòng trước những tình huống đen tối và không đánh mất sự tự tin và sức mạnh để đứng lên trở lại ". Billboard viết, "Đĩa đơn dẫn đầu khoa trương một cách ly kỳ", ca khúc "kết hợp giữa pop, trap và hip-hop với những tiếng kèn sừng sững vương giả và một câu luyến láy khoe khoang."
Về ký hiệu âm nhạc, bài hát được viết ở giọng Si trưởng và nhịp độ 130 nhịp/phút.

## Đánh giá chuyên môn
Sau khi phát hành "How You Like That", nó đã nhận được những đánh giá tích cực từ các nhà phê bình âm nhạc. Consequence of Sound đã đặt bài hát là ca khúc hay nhất thứ 27 trong năm, viết rằng các thành viên "mang đến một thông điệp tích cực về sự kiên trì qua một ca khúc mang hơi hướng hip-hop với nhiều nốt nhạc bùng nổ." Tờ Los Angeles Times đã đưa bài hát vào danh sách 50 bài hát hay nhất năm 2020 của họ, nói rằng "sự trở lại tồi tệ, ăn kẹo cao su và thú vị nhất định sẽ đưa họ trở thành những ngôi sao nhạc pop, toàn năng, trong Hoa Kỳ trong nhiều năm tới." Tạp chí Billboard xếp bài hát ở vị trí thứ 23 trong danh sách 100 bài hát hay nhất năm 2020, khen ngợi phần sáng tác của nó và năng lượng của nhóm, khẳng định thêm rằng "màn trình diễn pháo hoa của một coda" là "30 giây ly kỳ nhất của nhạc pop mọi thời đại." Crystal Bell của tạp chí Paper đã mở đầu bài đánh giá bằng cách nhận xét rằng bài hát "bị chê vì cấu trúc công thức của nó", tuy nhiên cô ấy đã bác bỏ điều đó bằng cách nêu bật tính chất gây nghiện của nó và gọi bài hát là "một vinh quang lớn", có "tác động văn hóa nhiều hơn đáng kể so với các đĩa đơn khác của họ trong năm nay."
| Phê bình/Xuất bản    | Danh sách                                 | Hạng | Ng.    |
| -------------------- | ----------------------------------------- | ---- | ------ |
| Billboard            | The 100 Best Songs of 2020                | 23   | [ 32 ] |
| Billboard            | The 25 Best Music Videos of 2020          | 20   | [ 34 ] |
| Billboard            | The 30 Best Pop Songs of 2020             | —    | [ 28 ] |
| Consequence of Sound | Top 50 Songs of 2020                      | 27   | [ 30 ] |
| Los Angeles Times    | The 50 best songs of 2020                 | —    | [ 31 ] |
| Metro                | The Best K-Pop Comebacks of 2020 Ranked   | 18   | [ 35 ] |
| Paper                | The 40 Best K-pop Songs of 2020           | 19   | [ 33 ] |
| Pitchfork            | The 100 Best Songs of 2020: Reader's Poll | 98   | [ 36 ] |
| Vogue                | Best Music Video Fashion of 2020          | —    | [ 37 ] |

## Video âm nhạc

### Bối cảnh và tóm tắt
Video âm nhạc của "How You Like That" được đạo diễn bởi Seo Hyun-seung, người trước đó đã đạo diễn "Ddu-Du Ddu-Du" và "Kill This Love". Video âm nhạc được phát sóng dưới hình thức công chiếu trực tuyến (streaming) của YouTube. MV đã đạt được 1,66 triệu lượt xem công chiếu, trở thành MV có lượt xem công chiếu cao nhất trên nền tảng này tại thời điểm đó. Đồng thời, MV cũng trở thành video có nhiều lượt xem nhất trên Youtube trong 24 giờ đầu với 86.3 triệu views. MV cũng trở thành video âm nhạc nhanh nhất trong lịch sử YouTube đạt 100 triệu lượt xem trong vòng 32 giờ, và 200 triệu lượt xem trong 7 ngày. Vào ngày 12 tháng 11 năm 2021, video âm nhạc đạt một tỷ lượt xem, trở thành video âm nhạc thứ năm của Blackpink và là video âm nhạc nhanh nhất của một nữ ca sĩ Hàn Quốc làm được điều này.
Tranh cãi đã nổ ra trên mạng xã hội sau khi video âm nhạc chính thức được phát hành do đưa bức tượng của các vị thần Hindu Ganesha vào một cảnh solo với thành viên Lisa của nhóm. Bức tượng được dùng làm chỗ dựa và đặt trên sàn bên cạnh một ngọn đèn Aladdin nạm ngọc, gây ra sự phản đối kịch liệt từ những người hâm mộ cho rằng vị trí này là "không phù hợp" và "thiếu tôn trọng", cách sử dụng bức tượng là "chiếm dụng văn hóa". Bức tượng sau đó đã được chỉnh sửa khỏi video.

### Video biểu diễn vũ đạo
Một video biểu diễn khiêu vũ đã được phát hành bổ sung vào ngày 6 tháng 7 năm 2020; video có bốn thành viên thực hiện đầy đủ vũ đạo trong trang phục thể thao màu đen kết hợp với nền màu hồng nóng. Ở đoạn cao trào, các thành viên cùng với tám vũ công phụ họa cho đoạn kết màn tràn đầy năng lượng. Vào tháng 1 năm 2021, nó trở thành video biểu diễn vũ đạo K-pop đầu tiên đạt 500 triệu lượt xem trên YouTube. Vào ngày 7 tháng 2 năm 2022, nó trở thành video trình diễn vũ đạo K-pop đầu tiên và là video thứ sáu của Blackpink đạt được một tỷ lượt xem. Nó cũng đánh dấu lần đầu tiên cả video âm nhạc và video biểu diễn vũ đạo cho cùng một bài hát đạt một tỷ lượt xem mỗi video.
Video biểu diễn vũ đạo đã được vinh danh là Video âm nhạc hay nhất thứ 20 của năm 2020 bởi Billboard và được khen ngợi là "xem không dừng lại được".

## Biểu diễn trực tiếp
Họ lần đầu biểu diễn bài hát này là trên The Tonight Show Starring Jimmy Fallon được ghi hình sẵn và chiếu trực tiếp trên đài truyền hình NBC của Mỹ vào ngày kế tiếp sau khi ra bài hát do tình hình dịch bệnh COVID-19 vẫn đang diễn biến phức tạp tại quốc gia này.
Ngày tiếp theo đó, họ sẽ lần đầu quảng bá ca khúc tại Hàn Quốc bằng cách trình diễn trực tiếp tại Hàn Quốc thông qua chương trình âm nhạc hàng tuần vào thứ Bảy trên Show! Music Core của đài MBC và Chủ Nhật trên Inkigayo của đài SBS. Họ đã kết thúc chiến dịch quảng bá này vào Chủ Nhật ngày 19 tháng 7 năm 2020 trên Inkigayo với chiếc cúp thứ 10 cho bài hát của họ với danh hiệu "Triple Crown" tức chiến thắng 3 cúp trên show này.

## Diễn biến thương mại
Trên Spotify, "How You Like That" đã ra mắt tại vị trí thứ 5 trên top 50 toàn cầu với 4.073 triệu lượt phát, phá vỡ kỉ lục bài hát của nhóm nữ được ra mắt khủng nhất tại đây, nó còn ra mắt tại hạng 10 ở Hoa Kỳ với hơn 762,000 lượt phát. Ngày tiếp theo, bài hát vươn lên tới hạng 2 trên top 50 toàn cầu. Không chỉ vậy bài hát còn được phát thêm 40,000 lần tại Hoa Kỳ, nơi mà nó leo từ hạng 10 lên hạng 8.
Tại Mỹ thì đây là bài hát có thành tích tốt nhất của họ khi ra mắt tại hạng 2 của bảng xếp hạng bài hát kĩ thuật số bán chạy nhất tuần của Billboard với 16.400 bản bán ra, là bài hát thứ 2 của nhóm nữ Kpop lọt vào top 10 của bảng này (trước đó là Sour Candy của họ với Lady Gaga) và là bài hát của nhóm nữ có thứ hạng cao nhất tại đây. Trên Billboard Hot 100, bài hát đã ra mắt tại vị trí thứ 33, giúp họ trở thành nhóm nữ K-pop đầu tiên có 2 hit lọt top 40 tại đây chỉ trong vòng 1 tháng kể từ khi Sour Candy của họ và Lady Gaga ra mắt hồi cuối tháng 5 và củng cố vị thế nhóm nữ có nhiều bài hát lọt vào bảng xếp hạng này (4 bài) và có thứ hạng cao nhất ở đây, bài hát đã trụ trên bảng xếp hạng trong 2 tuần, là bài hát thứ 2 chỉ sau Kill This Love của họ (4 tuần) là bài hát của nhóm nữ Kpop trụ hạng lâu nhất trên bảng xếp hạng này.
Tại Nhật, bài hát đã ra mắt tại 17 trên Billboard Nhật Bản Hot 100 với 3,952 tổng lượng bán ra. Nó còn ra mắt tại vị trí thứ 23 trên Top Streaming Songs và tại hạng 19 trên Top Download Songs. Nó còn ra mắt tại hạng 24 trên Bảng xếp hạng Oricon. Đĩa đơn kết hợp với 8,219 lượt tải trả phí và 1,804,749 lượt phát chỉ trong 3 ngày. Tuần tiếp theo thì bài hát vươn lên hạng 8 trên Hot 100.
Tại Hàn Quốc, "How You Like That" là bài hát có thành tích nhạc số tốt nhất của họ kể từ DDU-DU DDU-DU khi nó nhận được chứng nhận 'perfect all-kill' nhờ việc đứng đầu bảng xếp hạng của các nền tảng nghe nhạc ở đây, bao gồm Melon, Genie, Naver, Soribada, Bugs and Flo. Trên Melon, trang nghe nhạc lớn nhất Hàn Quốc, bài hát đã ra mắt tại hạng 1 ở bảng xếp hạng theo thời gian thực, giúp cho các cô gái tạo kỉ lục là nhóm nữ duy nhất có bài hát ra mắt tại hạng 1 trong 2 năm trở lại đây. Bài hát đã ra mắt tại hạng 12 trên Gaon Digital Chart chỉ với 1 ngày 16 tiếng tính điểm trước khi nó vươn đến vị trí thứ 1 ở tuần thứ 2, là vị trí mà nó đã giữ được trong 3 tuần.
Phiên bản vật lí của How You Like That cũng đã đứng hạng 1 trên Gaon Album Chart vào ngày 25 tháng 7 năm 2020. Tới ngày 6 tháng 8, Gaon đã công bố 299,640 bản vật lí của How You Like That đã được bán ra.

## Sử dụng trong phương tiện truyền thông
Bài hát được giới thiệu trong trailer đầu tiên của Khách sạn huyền bí: Ma cà rồng biến hình trong một cuộc phỏng vấn với các đạo diễn Derek Drymon và Jennifer Kluska.

## Giải thưởng và đề cử
| Năm  | Tổ chức                         | Giải thưởng                           | Kết quả   | Ng.    |
| ---- | ------------------------------- | ------------------------------------- | --------- | ------ |
| 2020 | APAN Music Awards               | Best Music Video                      | Đoạt giải | [ 63 ] |
| 2020 | Asian Pop Music Awards          | Best Arranger (Nước ngoài)            | Đoạt giải | [ 64 ] |
| 2020 | Asian Pop Music Awards          | Best Producer (Nước ngoài)            | Đề cử     | [ 65 ] |
| 2020 | Asian Pop Music Awards          | Song of the Year (Nước ngoài)         | Đề cử     | [ 65 ] |
| 2020 | BreakTudo Awards                | International Music Video             | Đoạt giải | [ 66 ] |
| 2020 | Joox Hong Kong Top Music Awards | Fan Favorite K-Pop                    | Đoạt giải | [ 67 ] |
| 2020 | Meus Prêmios Nick               | Favorite International Hit            | Đề cử     | [ 68 ] |
| 2020 | MTV Video Music Awards          | Song of Summer                        | Đoạt giải | [ 69 ] |
| 2020 | Melon Music Awards              | Best Dance (Female)                   | Đoạt giải | [ 70 ] |
| 2020 | Melon Music Awards              | Song of the Year                      | Đề cử     | [ 71 ] |
| 2020 | Mnet Asian Music Awards         | Best Dance Performance – Female Group | Đoạt giải | [ 72 ] |
| 2020 | Mnet Asian Music Awards         | Song of the Year                      | Đề cử     | [ 73 ] |
| 2021 | Gaon Chart Music Awards         | Song of the Year – Tháng 6            | Đoạt giải | [ 74 ] |
| 2021 | Golden Disc Awards              | Best Digital Song (Bonsang)           | Đoạt giải | [ 75 ] |
| 2021 | Golden Disc Awards              | Song of the Year (Daesang)            | Đề cử     | [ 76 ] |
| 2021 | iHeartRadio Music Awards        | Best Music Video                      | Đề cử     | [ 77 ] |
| 2021 | Seoul Music Awards              | Bonsang Award                         | Đề cử     | [ 78 ] |

| Giải thưởng             | Ngày                | Ng.    |
| ----------------------- | ------------------- | ------ |
| Weekly Popularity Award | 6 tháng 7 năm 2020  | [ 79 ] |
| Weekly Popularity Award | 13 tháng 7 năm 2020 | [ 79 ] |
| Weekly Popularity Award | 20 tháng 7 năm 2020 | [ 79 ] |

| Năm  | Tổ chức                | Kỉ lục                                                        | Ng.    |
| ---- | ---------------------- | ------------------------------------------------------------- | ------ |
| 2020 | Guinness World Records | Video được xem nhiều nhất trên YouTube trong 24 giờ           | [ 80 ] |
| 2020 | Guinness World Records | Video âm nhạc được xem nhiều nhất trên YouTube trong 24 giờ   | [ 80 ] |
| 2020 | Guinness World Records | Video được xem nhiều nhất trên YouTube trong 24 giờ           | [ 80 ] |
| 2020 | Guinness World Records | Video có nhiều người xem công chiếu nhất trên YouTube         | [ 80 ] |
| 2020 | Guinness World Records | Video âm nhạc có nhiều người xem công chiếu nhất trên YouTube | [ 80 ] |

| Chương trình     | Đài       | Ngày                | Ng.    |
| ---------------- | --------- | ------------------- | ------ |
| Inkigayo         | SBS       | 5 tháng 7 năm 2020  | [ 81 ] |
| Inkigayo         | SBS       | 12 tháng 7 năm 2020 | [ 82 ] |
| Inkigayo         | SBS       | 19 tháng 7 năm 2020 | [ 83 ] |
| Show Champion    | MBC Music | 8 tháng 7 năm 2020  | [ 84 ] |
| Show Champion    | MBC Music | 15 tháng 7 năm 2020 | [ 85 ] |
| Show Champion    | MBC Music | 29 tháng 7 năm 2020 | [ 86 ] |
| M Countdown      | Mnet      | 9 tháng7 năm 2020   | [ 87 ] |
| M Countdown      | Mnet      | 16 tháng 7 năm 2020 | [ 88 ] |
| Music Bank       | KBS       | 10 tháng 7 năm 2020 | [ 89 ] |
| Music Bank       | KBS       | 31 tháng 7 năm 2020 | [ 90 ] |
| Show! Music Core | MBC       | 11 tháng 7 năm 2020 | [ 91 ] |
| Show! Music Core | MBC       | 18 tháng 7 năm 2020 | [ 92 ] |
| Show! Music Core | MBC       | 25 tháng 7 năm 2020 | [ 93 ] |

## Danh sách người thực hiện
Danh sách này được lấy từ áp phích giới thiệu thông tin người sản xuất bài hát được đăng tải vào ngày 21 tháng 6 năm 2020.

### Nơi thu âm
- YG Entertainment

### Cá nhân
- Jisoo – hát
- Jennie – hát
- Rosé – hát
- Lisa – hát, rap
- Danny Chung – viết lời
- Teddy Park – viết lời, sáng tác, sản xuất
- R. Tee – sáng tác, sản xuất, hoà âm và phối khí
- 24  – sáng tác, hoà âm và phối khí

## Danh sách bài hát
| Kỹ thuật số (Bản đĩa đơn) | Kỹ thuật số (Bản đĩa đơn) | Kỹ thuật số (Bản đĩa đơn) |
| STT                       | Nhan đề                   | Thời lượng                |
| ------------------------- | ------------------------- | ------------------------- |
| 1.                        | "How You Like That"       | 3:01                      |

| CD  | CD                                | CD         |
| STT | Nhan đề                           | Thời lượng |
| --- | --------------------------------- | ---------- |
| 1.  | "How You Like That"               | 3:01       |
| 2.  | "How You Like That" (chỉ nhạc cụ) | 3:01       |

## Bảng xếp hạng
| Bảng xếp hạng (2020-2022)                   | Vị trí cao nhất |
| ------------------------------------------- | --------------- |
| Argentina (Argentina Hot 100)               | 47              |
| Úc (ARIA)                                   | 12              |
| Áo (Ö3 Austria Top 40)                      | 55              |
| Canada (Canadian Hot 100)                   | 11              |
| Cộng hòa Séc (Singles Digitál Top 100)      | 45              |
| Estonia (Eesti Tipp-40)                     | 15              |
| Euro Digital Songs (Billboard)              | 9               |
| Pháp (SNEP)                                 | 78              |
| Đức (GfK)                                   | 66              |
| Thế giới Global 200 (Billboard)             | 24              |
| Guatemala Anglo (Monitor Latino)            | 18              |
| Hungary (Single Top 40)                     | 1               |
| Hungary (Stream Top 40)                     | 12              |
| Ireland (IRMA)                              | 26              |
| Nhật Bản (Japan Hot 100)                    | 8               |
| Nhật Bản Combined Singles (Oricon)          | 24              |
| Malaysia (RIM)                              | 1               |
| Hà Lan (Single Top 100)                     | 77              |
| New Zealand (Recorded Music NZ)             | 14              |
| Bồ Đào Nha (AFP)                            | 25              |
| Scotland (OCC)                              | 13              |
| Singapore (RIAS)                            | 1               |
| Slovakia (Singles Digitál Top 100)          | 30              |
| Hàn Quốc (Gaon)                             | 1               |
| Hàn Quốc (K-pop Hot 100)                    | 1               |
| Hàn Quốc Albums (Gaon)                      | 1               |
| Tây Ban Nha (PROMUSICAE)                    | 78              |
| Thụy Điển (Sverigetopplistan)               | 92              |
| Thụy Sĩ (Schweizer Hitparade)               | 50              |
| Anh Quốc (OCC)                              | 20              |
| Hoa Kỳ Billboard Hot 100                    | 33              |
| Hoa Kỳ World Digital Song Sales (Billboard) | 1               |
| Hoa Kỳ Rolling Stone Top 100                | 17              |
| Venezuela Anglo (Record Report)             | 4               |
| Venezuela Pop (Record Report)               | 21              |
| Việt Nam (Vietnam Hot 100)                  | 25              |

| Bảng xếp hạng (2020)      | Vị trí |
| ------------------------- | ------ |
| Brazil (Top 50 Streaming) | 26     |
| Hàn Quốc (Gaon)           | 1      |
| Hàn Quốc Albums (Gaon)    | 2      |

| Bảng xếp hạng (2020)     | Vị trí |
| ------------------------ | ------ |
| Hungary (Single Top 40)  | 27     |
| Nhật Bản (Japan Hot 100) | 72     |
| Malaysia (RIM)           | 1      |
| Hàn Quốc (Gaon)          | 16     |
| Hàn Quốc Albums (Gaon)   | 32     |
| Bảng xếp hạng (2021)     | Vị trí |
| Global 200 (Billboard)   | 185    |
| Hungary (Single Top 40)  | 79     |
| Hàn Quốc (Gaon)          | 69     |

## Chứng nhận
| Quốc gia | Chứng nhận | Số đơn vị/doanh số chứng nhận |
| --- | ---------- | ----------------------------- |
| Canada (Music Canada)                                                                                       | Vàng       | 40.000‡                       |
| Ba Lan (ZPAV)                                                                                               | Vàng       | 25.000‡                       |
| Bồ Đào Nha (AFP)                                                                                            | Vàng       | 5.000‡                        |
| Hàn Quốc (KMCA) Album vật lí                                                                                | Bạch kim   | 315,142                       |
| Anh Quốc (BPI)                                                                                              | Bạc        | 200.000‡                      |
| Lượt phát trực tuyến                                                                                        |            |                               |
| Nhật Bản (RIAJ)                                                                                             | Bạch kim   | 100.000.000                   |
| Hàn Quốc (KMCA)                                                                                             | Bạch kim   | 100.000.000                   |
| ‡ Chứng nhận dựa theo doanh số tiêu thụ và phát trực tuyến. · Chứng nhận dựa theo doanh số phát trực tuyến. |            |                               |

## Lịch sử phát hành
| Khu vực        | Ngày                | Định dạng                  | Hãng                       | Ng.           |
| Bản tiếng Hàn  | Bản tiếng Hàn       | Bản tiếng Hàn              | Bản tiếng Hàn              | Bản tiếng Hàn |
| -------------- | ------------------- | -------------------------- | -------------------------- | ------------- |
| Nhiều nơi      | 26 tháng 6 năm 2020 | Digital download streaming | YG Interscope              | [ 151 ]       |
| Nhật Bản       | 26 tháng 6 năm 2020 | Digital download streaming | Interscope Universal Japan | [ 152 ]       |
| Ý              | 3 tháng 7 năm 2020  | Contemporary hit radio     | Universal                  | [ 153 ]       |
| Hàn Quốc       | 17 tháng 7 năm 2020 | CD single                  | YG YG Plus                 | [ 21 ]        |
| Bản tiếng Nhật |                     |                            |                            |               |
| Nhiều nơi      | 27 tháng 7 năm 2021 | Digital download streaming | Interscope Universal Japan | [ 154 ]       |